# Бородавочник
Борода́вочник (Phacochoerus) — рід диких африканських парнокопитних родини свинячих (Suidae). Тіло довжиною (без хвоста) до 1,5 м, висота в плечах — 0,7 м, маса від 50 до 100 кг, вкрите щетиною; ікла верхньої щелепи великі, загнуті вгору, по боках голови по три бородавчасті шкірні вирости, звідки й назва. Нічні тварини, живуть невеликими стадами в лісах, чагарниках, степах, прибережних заростях; всеїдні. Об'єкт мисливства; використовується м'ясо і шкіра.
Бородавочники, що пережили низку нині вимерлих африканських свиней, стали спеціалізованими травоїдами, які адаптували свої звички та раціон до екстремальних сезонних і регіональних відмінностей у трав'янистих екосистемах.
- Бородавочник африканський (Phacochoerus africanus) поширений від Сахари до Замбезі,
- Бородавочник ефіопський(інші мови) (Phacochoerus aethiopicus) — у Південній Африці.